# Pedro Proença
Pedro Proença Oliveira Alves Garcia (Lisbona, 3 novembre 1970) è un ex arbitro di calcio portoghese.

## Carriera
Approdato in Primeira Liga (la massima divisione portoghese) nel 1998, in seguito è nominato internazionale il 1º gennaio 2003.
Nel 2004 dirige la finale del Campionato europeo di calcio Under-19 2004 tra Turchia e Spagna.
Nel dicembre dello stesso anno arriva per lui il debutto nella fase a gironi di quella che era la Coppa UEFA (ora Europa League). Nella stessa edizione arriva a dirigere anche un sedicesimo di finale.
Il suo esordio in una partita della fase a gironi della Champions League avviene nel settembre del 2007, quando è chiamato a dirigere il match tra PSV e CSKA Mosca.
In campo nazionale, è eletto miglior arbitro portoghese per la stagione sportiva 2006-2007.
Ha inoltre diretto due partite valide per le qualificazioni agli Europei del 2008.
All'inizio della stagione sportiva 2009-2010 l'UEFA lo promuove ad arbitro Elite (la categoria più elevata).
Nel 2009 è tra i fischietti del Campionato europeo di calcio Under-21 2009, dove dirige tre partite, tra cui la semifinale tra Italia e Germania.
Tra il 2008 e il 2009 dirige anche tre incontri validi per le qualificazioni europee ai Mondiali in Sudafrica del 2010.
Nel maggio 2011 dirige per la prima volta una semifinale di Champions League: si tratta del ritorno tra Manchester United e Schalke 04.
Al termine della stagione 2010-2011 è eletto dalla Federazione portoghese come miglior arbitro del campionato, bissando l'affermazione dell'anno precedente.
Nel novembre 2011 è designato per dirigere una delle partite di ritorno degli spareggi per l'accesso a Euro2012. Gli viene assegnato il match tra Croazia e Turchia.
Nel dicembre 2011 viene selezionato ufficialmente per gli Europei di calcio del 2012 in Polonia ed Ucraina.
Nell'aprile 2012 viene inserito dalla FIFA in una lista di 52 arbitri preselezionati per i Mondiali 2014.
Il 19 maggio 2012 è chiamato dall'UEFA a dirigere la finale di Champions League, a Monaco di Baviera, tra Bayern Monaco e Chelsea, secondo lusitano a dirigere la finale della massima competizione europea dopo il connazionale Antonio Garrido nel 1980.

Agli Europei in Polonia ed Ucraina, il fischietto portoghese dirige dapprima due partite della fase a gironi: Spagna-Irlanda e Svezia-Francia. Successivamente, ottiene la designazione per il quarto di finale tra Inghilterra ed Italia. Infine, il 1º luglio 2012 è chiamato dall'UEFA a dirigere la finale a Kiev, tra Spagna e Italia, raggiungendo così la seconda finale di una competizione UEFA in meno di due mesi, dopo quella di Champions League a Monaco di Baviera. È il primo portoghese in assoluto ad arbitrare una finale dell'europeo di calcio.
Il 14 gennaio 2013 viene eletto dalla IFFHS come miglior arbitro dell'anno relativamente al 2012.
Nel giugno del 2013 è selezionato dalla FIFA per prendere parte alla Confederations Cup in Brasile. Si tratta della prima esperienza in una competizione FIFA per il fischietto portoghese. Nell'occasione viene designato per due partite della fase a gironi.
Nel novembre 2013 viene designato dalla commissione arbitrale FIFA per dirigere l'andata di Grecia-Romania, uno degli spareggi UEFA per l'accesso ai mondiali di Brasile 2014.
Il 15 gennaio 2014 viene selezionato ufficialmente per i Mondiali 2014 in Brasile.
Nell'aprile 2014, viene designato dal designatore UEFA, Pierluigi Collina, per dirigere la semifinale di ritorno tra Bayern Monaco e Real Madrid.
Ai mondiali di Brasile 2014 viene designato per due gare della fase a gironi, e successivamente per l'ottavo di finale tra i Paesi Bassi e il Messico.
Nel dicembre del 2014 è selezionato dalla FIFA per prendere parte alla Coppa del mondo per club 2014 in Marocco. In questa occasione dirige dapprima un quarto di finale, e poi la finale per il terzo posto, quest'ultima tra Cruz Azul e Auckland City.
Nel gennaio 2015 annuncia il suo ritiro dall'arbitraggio. Poco dopo, nel luglio 2015 viene ufficializzata la sua nomina a membro della commissione arbitrale UEFA.
Il 28 luglio 2015 viene eletto Presidente della Professional Football League portoghese